# Вільям Герберт, 3-й граф Пембрук
Вільям Герберт (англ. William Herbert; 8 квітня 1580 — 10 квітня 1630) — державний діяч королівства Англія, член протестанської фракції, 3-й граф Пембрук.

## Життєпис
Походив зі знатного валійського роду Гербертів. Старший син Генріха Герберта, графа Пембрук, та Марії Сідні, відомої поетеси. Народився 1580 року. Здобув освіту під орудою поета Самуеля Даніеля. Замолоду більше займався освітою, полюбляв книги.
1601 року після смерті батька успадкував титул графа Пембрука. 1604 року оженився на представниці впливового роду Пембрук. Того ж року стає лорд-лейтенантом Корнуолла. Згодом стає одним з лідерів протестанської фракції при дворі короля Якова I Стюарта. Активно підтримував зовнішню політику Роберта Сесіла, графа Солсбері.
1611 року стає членом таємної ради. Став запеклим супротивником католицької фракції на чолі із Томасом Говардом, графом Саффолком. Після 1612 року намагався укласти політичний союз з Робертом Карром, лідером шотландців, але зрештою вступив з ним у конфлікт через посаду шталмейтера. Втім вирішив відкрито не протидіяти, оскільки Карр був союзником родини Говард.
Лише після падіння Роберта Карра у 1615 році Герберт відновив свою політичну діяльність. В тому ж році призначається лордом-камергером. Намагався відновити авторитет цієї посади. Водночас спробував обмежити вплив слуг Королівської вітальні, зокрема їх контакти з іноземними послами. Невдовзі у нього виникли протиріччя з королівським фаворитом Джоржом Вільєрсом. Зрештою замирився з ним в інтересах свого небожа Філіппа, що був одружений з донькою Вільєрса. 1616 року призначається канцлером Оксфордського університету. 1621 року призначається лорд-лейтенантом графств Сомерсет і Вілтшир.
У 1625 році після сходження на трон Карла I втратив посаду лорда-камергера, але 1626 року стає лордом-стюартом. На цій посаді перебував до с мої смерті у 1630 році. Майно й титули успадкував молодший брат Філіпп.

## Родина
Дружина — Марія, донька Гілберта Талбота, 7-го графа Шрусбері
Діти:
- Яків (1616)
- Генріх (1621)

- 3 бастарди